# (1210) Морозовия
(1210) Морозовия (лат. Morosovia) — небольшой астероид внешней части главного пояса, который был обнаружен 13 сентября 1931 года советским астрономом Григорием Неуйминым, работавшим в Симеизской обсерватории Крыма, и назван в честь русского революционера Н. А. Морозова.
Период обращения астероида вокруг Солнца составляет 5,23 года.